# Vojna prve koalicije
Prva koalicija (1793–1797) je vojaška zveza več evropskih dežel, ki so organizirale prvo večje sodelovanje v boju proti revolucionarni Francoski prvi republiki.
Po zadanem cilju Narodnega zbora o izvozu revolucije, usmrtitvi francoskega kralja Ludvika XVI. januarja 1793 in odprtju reke Schelde za plovbo se je oblikovala vojaška koalicija, v kateri so sodelovale Avstrijska Nizozemska, Habsburška monarhija znotraj Svetorimskega cesarstva, Neapelj, Prusija, Sardinija, Španija in Velika Britanija.
Te sile so pričele z vrsto napadov na Francijo po kopnem in morju. Prusija in Avstrija sta vpadli z ozemlja Avstrijske Nizozemske in Rena, Velika Britanija je podprla upore v provincialni Franciji in se pripravljala za obleganje Toulona. Francija je po porazu v  bitki pri Neerwindnu 18. marca 1793 in notranjih vstajah (vendéejska vstaja) odgovorila z ekstremnimi ukrepi. Preko Odbora za javno varnost, oblikovanega 6. aprila, je z množičnim vpoklicem ali splošno mobilizacijo (fr. levée en masse) rekrutirala vse potencialne vojake od 18. do 25. leta, z njimi izvedla protinapad in zasedla ozemlje Avstrijske Nizozemske, kjer je v maju 1795 ustanovila satelitsko Batavsko republiko. S prvim mirovnim sporazumom v Baslu je pridobila prusko Porenje, medtem ko je Španija dosegla ločen sporazum (drugi Baselski mir). Francozi so nadaljevali z načrtom zavojevanja ozemlja Nemčije in severne Italije.
Severno od Alp je nadvojvod Karl Avstrijski vzpostavil razmerje moči (1796), vendar je francoski general Napoleon Bonaparte nadaljeval z napadi proti Sardiniji in Avstriji v smeri severne Italije (1796–1797) skozi Padsko dolino. Bojni pohod je dosegel višek s podpisom premirja v Leobnu in Campoformijskim mirom oktobra 1797. Prva koalicija je razpadla, ostala je le Velika Britanija, ki se je s Francijo borila v glavnem na morju.